# Clistopyga fernandezi
Clistopyga fernandezi är en stekelart som beskrevs av Ian D. Gauld 1991. Clistopyga fernandezi ingår i släktet Clistopyga och familjen brokparasitsteklar. Inga underarter finns listade i Catalogue of Life.